# Benjamin Gille
Benjamin Gille (* 3. Mai 1982 in Valence) ist ein ehemaliger französischer Handballspieler.
Der 1,91 Meter große Gille spielte bei Chambéry Savoie HB auf der Position Kreisläufer. Mit diesem Verein spielte er in der EHF Champions League, dem EHF-Pokal und dem Europapokal der Pokalsieger. Er verlängerte im Jahr 2009 seinen Vertrag bei Chambéry um vier Jahre. Nach der Saison 2017/18 beendete er seine Karriere.
Benjamin Gille stand im Aufgebot der französischen Handballnationalmannschaft. Mit Frankreich gewann er die Silbermedaille bei den Mittelmeerspielen 2009.
Benjamin Gille stammt aus einer Handballfamilie. Seine Brüder Guillaume Gille (* 1976) und Bertrand Gille (* 1978) spielten ebenfalls professionell Handball.

## Erfolge
- Französischer Meister 2001
- Französischer Ligapokalsieger 2002
- Bester Abwehrspieler der LNH 2009/10, 2010/11